# Bernadette Mennel

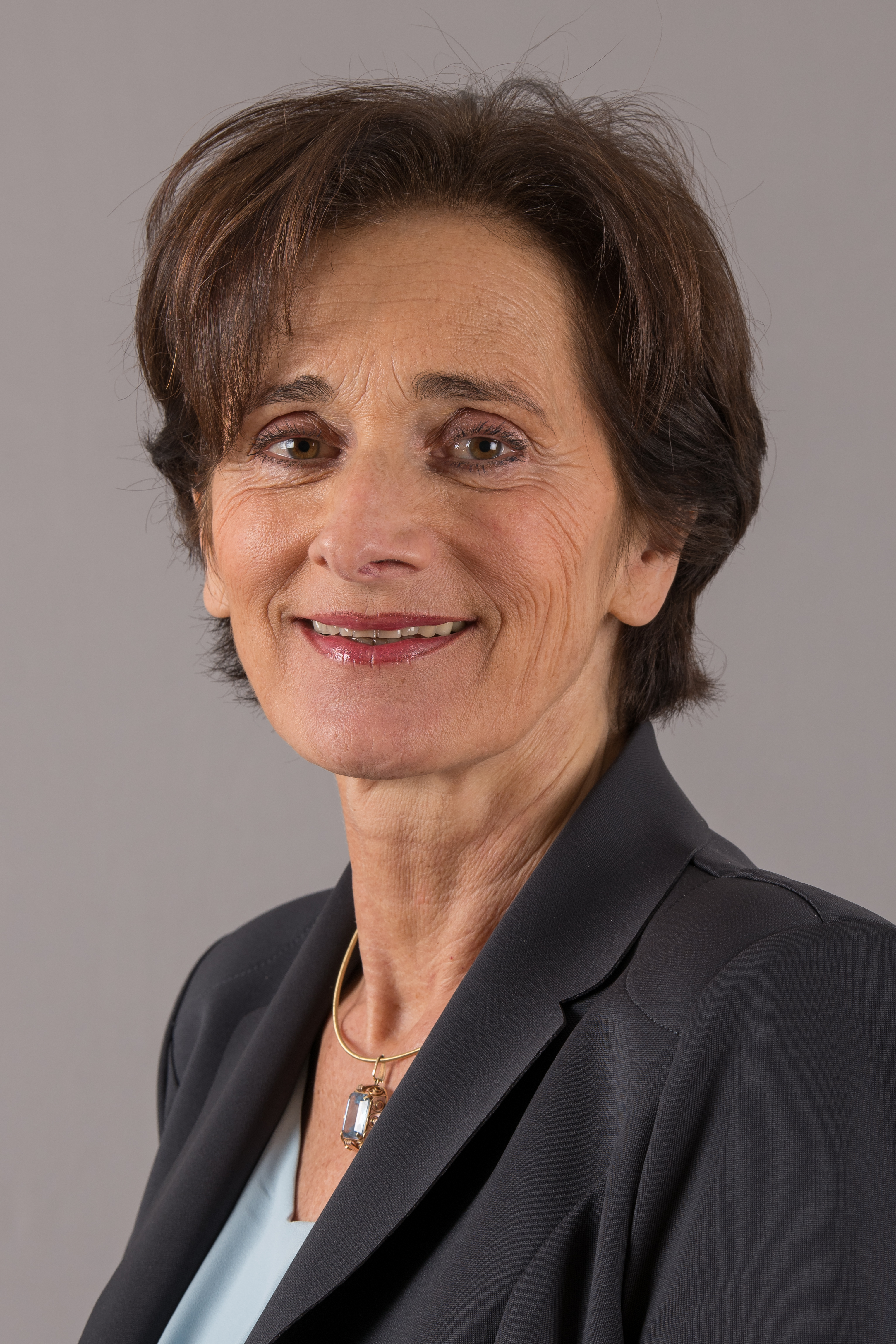
Bernadette Mennel (2017)

Bernadette Mennel (* 26. September 1959 in Bregenz) ist eine österreichische Politikerin (ÖVP) und Lehrerin an einer Handelsakademie. Mennel war von 2012 bis 2018 als Landesrätin Mitglied der Vorarlberger Landesregierung und zuvor von 1999 bis 2012 Abgeordnete zum Vorarlberger Landtag, wobei sie von 2004 bis 2009 als zweite Landtagsvizepräsidentin und von 2009 bis 2012 als Landtagspräsidentin fungierte. Die promovierte Juristin lebt in Bregenz und ist verheiratet.

## Leben und Wirken
Bernadette Mennel wurde am 26. September 1959 als Tochter von Josef und Adeline Mennel in der Vorarlberger Landeshauptstadt Bregenz geboren. Sie besuchte zunächst die Volksschule Rieden und das Privatgymnasium Sacré Coeur Riedenburg in Bregenz. Nach dem Ablegen der Matura im Jahr 1979 begann sie ein Studium der Rechtswissenschaften an der Universität Innsbruck, wo sie 1984 schließlich zur Doktorin der Rechtswissenschaften promoviert wurde. Anschließend unterrichtete sie zunächst an der Tourismusschule Bludenz, ehe sie Lehrerin für Politische Bildung und Recht an der Handelsakademie Bregenz wurde.
Mennel war während ihrer Zeit als Landtagsabgeordnete Mitglied der Parlamentarierkonferenz Bodensee und von 1999 bis 2009 Mitglied des Internationalen Bodenseerates. Bei der Landtagswahl am 19. September 1999 wurde Bernadette Mennel erstmals für die ÖVP Vorarlberg in den Vorarlberger Landtag gewählt und am 5. Oktober als Abgeordnete angelobt. Am 2. April 2000 wurde Mennel zudem in ihrer Heimatstadt Bregenz Mitglied der Stadtvertretung.
Nach der Landtagswahl 2004 wurde sie von den Abgeordneten des 28. Vorarlberger Landtags am 5. Oktober 2004 zur 2. Landtagsvizepräsidentin bestimmt. Nach dem Ausscheiden Gebhard Halders aus dem Landtag nach der Landtagswahl in Vorarlberg 2009 wurde die vormalige Vizepräsidentin Mennel zur Präsidentin des Landtags gewählt. Zudem war sie bis zu ihrem Ausscheiden aus dem Landtag Europasprecherin innerhalb des ÖVP-Landtagsklubs und zugleich Vorsitzende des Europa-Ausschusses. In der Folge der Gemeindevertretungs- und Bürgermeisterwahlen in Vorarlberg 2010 trat Mennel in der Bregenzer Stadtvertretung ins zweite Glied zurück und wurde Ersatzmitglied der Stadtvertretung.
Nachdem im November 2012 Landesrat Siegmund Stemer zurückgetreten war, wurde Bernadette Mennel am 14. November 2012 vom Landtag als dessen Nachfolgerin gewählt. Sie übernahm dabei die Ressorts Bildung, Schule, Kindergärten, Sport und Gesetzgebung. Nach der Landtagswahl 2014 war sie zudem für die Ressorts Wissenschaft und Weiterbildung verantwortlich. Außerdem war sie in ihrer Funktion als Landesrätin für Bildung zugleich auch amtsführende Präsidentin des Landesschulrates für Vorarlberg. Zudem war sie Hochschulratsvorsitzende der Pädagogischen Hochschule Vorarlberg. Am 8. Jänner 2018 gab Bernadette Mennel ihren Rücktritt von allen politischen Ämtern mit Wirkung zum 30. Jänner 2018 bekannt. In der Landtagssitzung am 31. Jänner 2018 wurde Barbara Schöbi-Fink zu ihrer Nachfolgerin in der Landesregierung gewählt. Nach dem Ausscheiden aus der aktiven Politik kehrte Mennel wieder in ihren angestammten Beruf als Lehrerin zurück und unterrichtete das Fach Recht an der HLW Marienberg und an der HLW Rankweil.
Bernadette Mennel war als Politikerin unter anderem Initiatorin des Projekts „Frauen in technische Zukunftsberufe“ sowie Schirmherrin der Aktion „Tischlein deck dich“ – Lebensmittelausgabe für Bedürftige und Schirmherrin des Projekts START Vorarlberg – Stipendien für engagierte Schülerinnen und Schüler mit Migrationshintergrund.